# Английска голяма бяла
Английска голяма бяла е британска порода свине с предназначение производство на месо и като майчина порода в схеми на кръстосване.

## Разпространение
Породата е създадена в Англия през XIX век. В периода 1972 - 1975 г. в България са внесени около 3600 чистопородни животни.
Към 2008 г. броят на представителите на породата в България е бил 12 340 индивида.
Рисков статус (за България) – няма риск.

## Описание и характеристика на породата
Животните са със средно голяма глава със слабо пречупена профилна линия. Челото е широко, а ушите са средно дълги и насочени нагоре. Гърбът е дълъг, широк и леко извит нагоре. Крайниците са прави. Кожата е бяла с розов оттенък.
Живородените прасета в прасило са 10,5 броя. Маса от 90 kg достигат на 165 дневна възраст. Средната дебелина на сланината при 100 kg маса е 2,49 cm, а средната площ на мускулното око е 35 cm².